# 苓北町立富岡小学校
苓北町立富岡小学校（れいほくちょうりつ とみおかしょうがっこう）は、熊本県天草郡苓北町富岡にある小学校。

## 沿革
- 1873年（明治6年）3月 - 公立富岡小学校創立
- 1887年（明治20年）5月 - 尋常富岡小学校と改称
- 1896年（明治29年）5月 - 字山内分教場設置
- 1911年（明治44年）12月 - 山内分教場廃止
- 1916年（大正5年）4月10日 - 富岡尋常高等小学校と改称
- 1926年（大正15年）4月 - 富岡尋常小学校と改称
- 1941年（昭和16年） - 富岡国民学校と改称
- 1947年（昭和22年） - 富岡町立富岡小学校と改称
- 1949年（昭和24年）5月31日 - 富岡町に昭和天皇の戦後巡幸。富岡小学校校庭が奉迎場となった[1]。
- 1955年（昭和30年） - 苓北町立富岡小学校と改称